# 全日本大学ソフトボール連盟
全日本大学ソフトボール連盟（ぜんにほんだいがくソフトボールれんめい）は、日本における大学ソフトボール部の競技団体連盟。日本ソフトボール協会・UNIVASに加盟し、大学ソフトボールを統轄する唯一の団体。

## 歴史
- 1966年創設[2]。

## 主な大会
- 全日本大学ソフトボール選手権大会
- 東日本大学ソフトボール選手権大会
- 西日本大学ソフトボール選手権大会